# 西迪艾什
36°36′47″N 4°41′18″E / 36.61306°N 4.68833°E

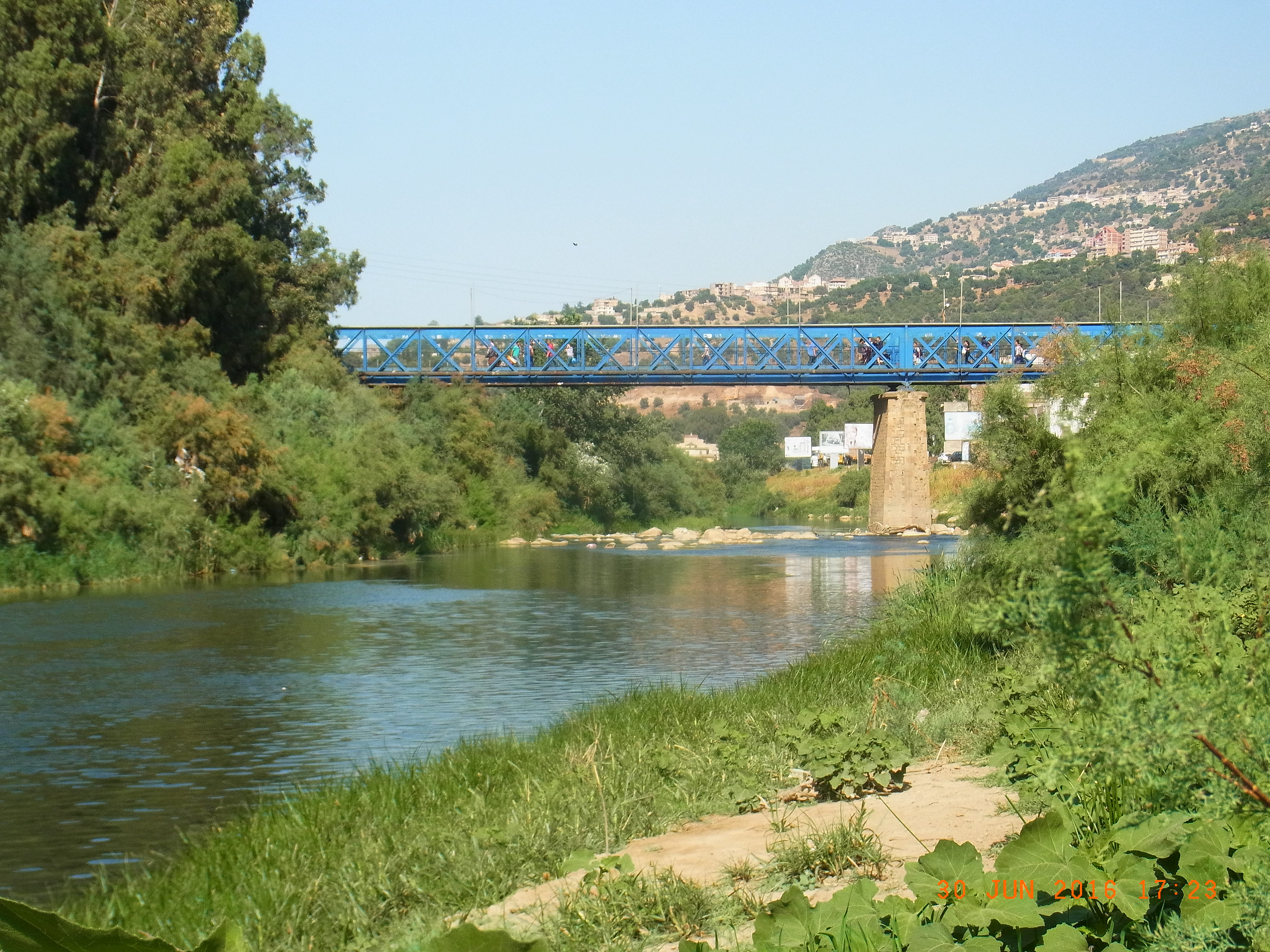
西迪艾什

西迪艾什（阿拉伯语：‎），是阿爾及利亞的城鎮，位於該國北部，由貝賈亞省負責管轄，是西迪艾什區的首府，面積8平方公里，2008年人口13,775人，人口密度每平方公里1,789人。